# Volo Metrojet 9268
Il volo Metrojet 9268 era un collegamento charter operato dalla compagnia aerea russa Metrojet fra l'aeroporto Internazionale di Sharm el-Sheikh, Egitto, e l'aeroporto di San Pietroburgo-Pulkovo, Russia.
Il 31 ottobre 2015, l'Airbus A321 con marche EI-ETJ che operava il volo è stato vittima di un attentato terroristico a seguito del quale è precipitato sulla Penisola del Sinai, causando la morte dei 217 passeggeri e dei 7 membri dell'equipaggio. La causa dell'incidente è stata molto probabilmente la deflagrazione di un ordigno collocato a bordo, come concluso dagli investigatori russi.
La maggior parte delle persone a bordo del volo erano turisti. I passeggeri erano 212 russi, quattro ucraini e un bielorusso. A bordo c'erano anche sette membri dell'equipaggio, tutti russi. Gli investigatori ritengono che una bomba sia stata collocata sull'aereo a Sharm El Sheikh, con l'obiettivo di far sospendere alle compagnie aeree i voli verso quell'aeroporto.
Poco dopo l'incidente, il ramo dello Stato Islamico nel Sinai, precedentemente noto come Ansar Bait al-Maqdis, ha rivendicato la responsabilità dell'incidente, avvenuto nelle vicinanze dell'insurrezione del Sinai. L'IS ha rivendicato la responsabilità su Twitter, su un video e in una dichiarazione di Abu Osama al-Masri, il leader del ramo del Sinai del gruppo. L'IS ha pubblicato le immagini di quella che, a suo dire, era la bomba su Dabiq, la sua rivista online.
Il 4 novembre 2015, le autorità britanniche e americane sospettavano che la causa dell'incidente fosse una bomba. L'8 novembre 2015, un membro anonimo del team investigativo egiziano ha dichiarato che gli investigatori erano "sicuri al 90%" che il jet fosse stato abbattuto da una bomba. Il capo investigatore Ayman al-Muqaddam ha affermato che tra le altre possibili cause dell'incidente vi erano l'esplosione di carburante, l'affaticamento dei metalli e il surriscaldamento delle batterie al litio. Il 17 novembre 2015, il Servizio di sicurezza federale russo ha annunciato di essere sicuro che si fosse trattato di un attacco terroristico, causato da una bomba improvvisata contenente l'equivalente di un chilogrammo di TNT che era esplosa durante il volo. I russi hanno dichiarato di aver trovato residui di esplosivo come prova. Il 24 febbraio 2016, il presidente egiziano Abdel Fattah el-Sisi ha riconosciuto che un attacco terroristico aveva causato l'incidente.
Nel marzo 2020, una corte d'appello egiziana ha stabilito che l'incidente non era stato un atto di terrorismo e ha respinto le cause contro funzionari governativi, Metrojet e Ingosstrakh. La corte d'appello ha stabilito che l'identità delle 224 vittime non era stata ufficialmente stabilita e che di conseguenza era impossibile emettere un risarcimento a loro favore.

## L'aereo

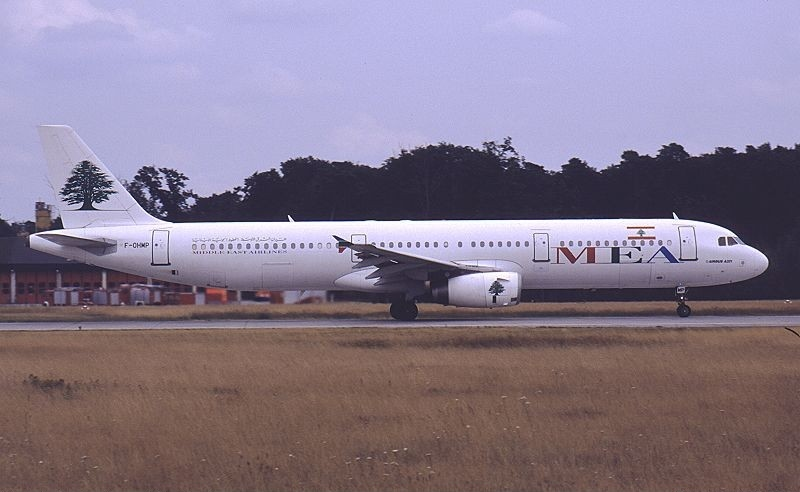
L'aereo coinvolto fotografato nel 2000 mentre era in servizio per la Middle East Airlines e aveva la registrazione F-OHMP

L'apparecchio coinvolto nell'incidente era un Airbus A321-200 prodotto nel 1997 e dotato di due motori IAE-V2500. Al momento dell'incidente aveva accumulato circa 56 000 ore di volo in 21 000 cicli. Consegnato dalla Airbus con numero di matricola 663 alla Middle East Airlines il 27 maggio 1997 con marche F-OHMP, aveva successivamente fatto parte delle flotte della Onur Air, della Saudi Arabian Airlines, della Cham Wings Airlines e nuovamente della Onur Air con marche TC-OAE per poi essere acquisito dalla Kolavia, successivamente diventata Metrojet, con marche EI-ETJ, e trasferito alla Metrojet con le medesime marche dal 1º maggio 2012.
Il 16 novembre 2001, mentre operava il volo Middle East Airlines 304, l'aereo subì un colpo di coda mentre atterrava al Cairo, in Egitto. Né l'equipaggio né i passeggeri sono rimasti feriti, ma i danni sono stati gravi. Nei successivi tre mesi l'aereo fu riparato e rimesso in servizio.
Al momento dell'incidente, l'aereo era di proprietà di AerCap, con sede a Dublino, e noleggiato a Metrojet. Il velivolo aveva accumulato 56 000 ore di volo su quasi 21 000 voli.

## Passeggeri ed equipaggio
Il volo 9268 trasportava 217 passeggeri, di cui 25 bambini, più sette membri dell'equipaggio. Il comandante del volo era Valery Yurievich Nemov, 47 anni, e il primo ufficiale Sergei Stanislavovich Trukhachev, 45 anni. Secondo la compagnia aerea, il comandante aveva accumulato più di 12 000 ore di volo, di cui 3 800 su questo tipo di aeromobile. Il primo ufficiale Trukhachev aveva 5 641 ore di volo, di cui oltre 1 300 su questo tipo di aereo.
L'ambasciata russa ha confermato che la maggior parte dei passeggeri e tutti i membri dell'equipaggio erano russi. A bordo c'erano anche un bielorusso e quattro ucraini. La maggior parte dei passeggeri era costituita da turisti di ritorno da località turistiche del Mar Rosso. L'Associazione degli operatori turistici della Russia ha reso nota la lista dei passeggeri di tutte le persone che si pensa fossero a bordo del volo. La maggior parte dei passeggeri proveniva dalla Russia nordoccidentale, tra cui San Pietroburgo e gli oblast di Leningrado, Novgorod e Pskov. Un gran numero di bambini è rimasto orfano a causa dell'incidente, poiché molti genitori del volo avevano lasciato i loro figli in Russia.

## L'incidente

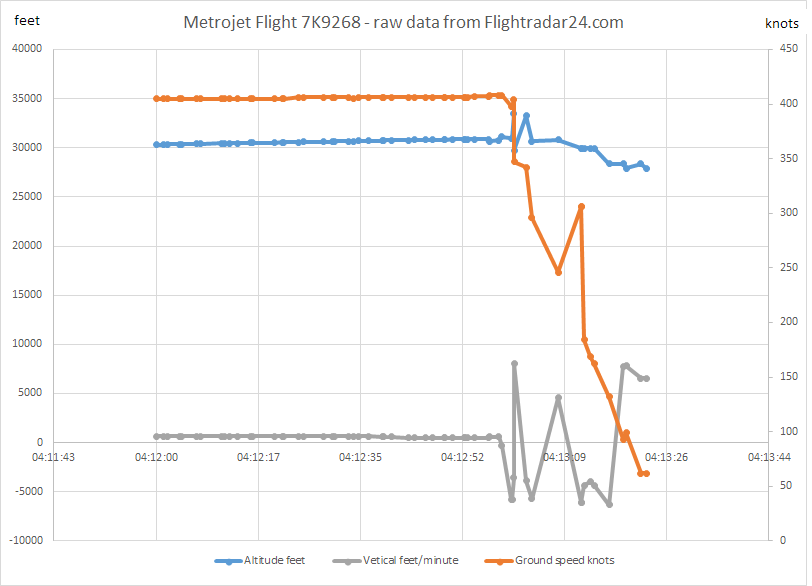
Gli ultimi dati relativi a velocità e altitudine del velivolo ricevuti da Flightradar24.com.

Il volo 9268 decollò dall'aeroporto di Sharm El Sheikh alle 05:50 EST (03:50 UTC) del 31 ottobre 2015 per l'aeroporto di San Pietroburgo-Pulkovo, in Russia, con 217 passeggeri e 7 membri dell'equipaggio a bordo. Il controllo del traffico aereo di Cipro non riuscì a mettersi in contatto con l'aereo 23 minuti dopo.
Il ramo dello Stato Islamico nel Sinai dichiarò in un comunicato dello stesso giorno di aver abbattuto l'aereo di linea. Wassim Nasr, esperto di France 24 sui movimenti jihadisti, affermò che il gruppo IS non aveva mai rivendicato un attacco che non aveva commesso. Il Ministero dell'aviazione civile egiziano rilasciò una dichiarazione che indicava che il volo si trovava a un'altitudine di 31 000 piedi (9 400 m) quando è scomparso dagli schermi radar dopo una discesa ripida di 5 000 piedi (1 500 m) in un minuto. Flightradar24 mostrava che l'aereo era salito a 33 500 piedi (10 200 m) a 404 nodi (748 km/h) prima di scendere improvvisamente a 28 375 piedi (8 649 m) a 62 nodi (115 km/h) a circa 50 km a nord-est di Nekhel, dopodiché la sua posizione non era stata più tracciata. Una bomba esplose nel velivolo, causando una decompressione incontrollata, e l'aereo si disintegrò a mezz'aria. Tutti i 224 passeggeri e l'equipaggio morirono.
I rottami erano sparsi su 20 chilometri quadrati, con la sezione anteriore a circa 5 chilometri dalla coda, indicando che l'aereo si era spezzato durante il volo. Le immagini aeree del relitto trasmesse da RT indicavano che le ali erano intatte fino all'impatto. L'andamento dei detriti, combinato con una prima interpretazione dei bruschi cambiamenti di altitudine e di velocità dell'aereo, ha rafforzato la presunzione che la coda dell'aereo si sia separata durante il volo e sia caduta separatamente.

### Risposta
Le autorità egiziane hanno raggiunto il luogo dell'impatto nel giro di poche ore. Cinquanta ambulanze vennero inviate sul luogo dell'incidente vicino a Housna, a 300 chilometri da Sharm El Sheikh. Funzionari egiziani riferirono che l'aereo "si era spezzato in due" e la maggior parte dei corpi era stata trovata legata ai sedili. Al 1º novembre, le squadre di ricerca e soccorso egiziane avevano trovato 163 corpi. Quando l'area di ricerca si allargò venne trovato il corpo di un bambino a circa 8 chilometri dal relitto, indicando che l'aereo si era spezzato a mezz'aria, come confermato dall'investigatore russo Viktor Sorochenko.

## Le indagini

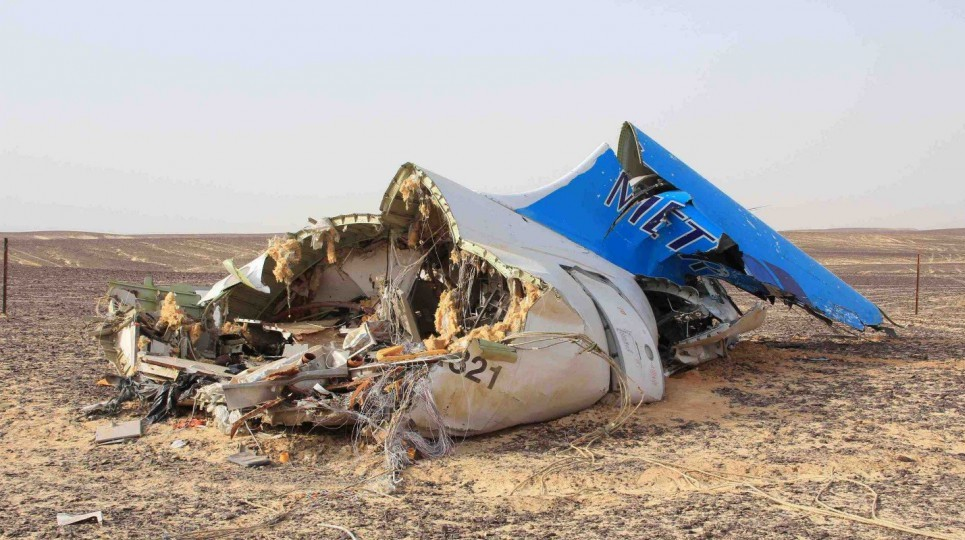
La sezione di coda dell'aereo.

Ayman al-Muqaddam, capo dell'autorità centrale per gli incidenti aerei in Egitto, venne incaricato di indagare sulle cause dell'incidente. In una dichiarazione del 31 ottobre, indicò che il pilota aveva preso contatto con le autorità dell'aviazione civile e aveva chiesto di atterrare nell'aeroporto più vicino. Suggerì che l'aereo potrebbe aver tentato un atterraggio di emergenza all'aeroporto internazionale di El Arish, nel Sinai settentrionale. Lo stesso giorno, il ministro dell'Aviazione civile egiziano Hossam Kamel dichiarò che le registrazioni del controllo del traffico aereo non mostravano alcuna richiesta di soccorso, né di cambio di rotta da parte dei piloti. Il presidente dell'Egitto, Abdel Fattah al-Sisi, dichiarò che le indagini sull'incidente sarebbero durate mesi. Il 31 ottobre venne attivata la Carta internazionale sullo spazio e le grandi catastrofi, che prevede la riassegnazione umanitaria dei mezzi satellitari.
Il Ministero per le situazioni di emergenza russo inviò tre dei suoi aerei sul luogo dell'incidente. Il Comitato Investigativo della Russia avviò inoltre un procedimento legale contro la Metrojet in base alla legislazione che regola la "violazione delle regole dei voli e dei preparativi". Anche i dipendenti della Metrojet vennero interrogati, insieme a quelli dell'agenzia turistica Brisco che aveva noleggiato il volo. Il Ministro degli Esteri egiziano Sameh Shoukry promise di lavorare a stretto contatto con i funzionari e gli investigatori russi per trovare le cause dell'incidente. L'aereo aveva superato i controlli tecnici prima del decollo. Gli investigatori avrebbero anche visionato i filmati delle telecamere di sicurezza. Poco dopo l'incidente, i procuratori regionali dei trasporti russi stabilirono che la qualità del carburante presente sull'aereo era conforme agli standard richiesti.
Le agenzie per le indagini sugli incidenti aerei BEA (Francia), BFU (Germania) e AAIU (Irlanda) parteciparono all'indagine in qualità di rappresentanti rispettivamente dello Stato di progettazione, produzione e immatricolazione dell'aeromobile. Il BEA inviò in Egitto il 1º novembre due investigatori, accompagnati da sei rappresentanti di Airbus.
Sia il registratore dei dati di volo che il registratore vocale della cabina di pilotaggio vennero recuperati dal luogo dell'incidente il 1º novembre. Il ministro dei Trasporti russo Maksim Sokolov e un team di investigatori specializzati arrivarono al Cairo per assistere gli investigatori egiziani nella determinazione delle cause dell'incidente. Il 4 novembre, gli investigatori del ministero dell'Aviazione civile egiziano riferirono che il registratore vocale della cabina di pilotaggio (CVR) era parzialmente danneggiato e che era necessario molto lavoro per estrarne i dati. Il CVR indicava che tutto era avvenuto normalmente fino a un improvviso evento disastroso. Un'esplosione o un altro forte rumore improvviso era stato udito poco prima che il registratore interrompesse la registrazione.
Un funzionario, citato dalla Reuters, affermò che la sezione di coda del volo 9268 si era separata dal corpo principale della fusoliera e stava bruciando, il che poteva indicare un'esplosione. Secondo un alto funzionario della difesa statunitense, intervenuto il 2 novembre, un satellite a infrarossi degli Stati Uniti aveva rilevato un lampo di calore all'ora e nel luogo del disastro e la comunità di intelligence degli Stati Uniti riteneva che potesse trattarsi di un'esplosione sull'aeromobile, da parte di un serbatoio di carburante o di una bomba; le immagini satellitari escludevano inoltre un attacco missilistico. Il direttore dell'intelligence nazionale statunitense James Clapper dichiarò che non esistevano ancora "prove dirette del coinvolgimento di terroristi". Alcuni organi di informazione britannici riferirono che una bomba dello Stato Islamico era la spiegazione più probabile dell'incidente.
A una settimana dall'incidente, fu presa in seria considerazione l'ipotesi che l'aereo fosse stato abbattuto intenzionalmente. Il governo britannico dichiarò che, alla luce di ulteriori informazioni, l'incidente "poteva essere stato causato da un ordigno esplosivo". Esperti di aviazione britannici si recarono in Egitto per valutare la sicurezza aeroportuale; il comitato di emergenza Cobra del governo britannico, presieduto dal Primo Ministro, esamibò i loro risultati. La BBC riferì che il governo britannico riteneva che l'incidente fosse stato probabilmente causato dal terrorismo sulla base di trasmissioni intercettate tra militanti con base nel Sinai. Queste trasmissioni suggerivano che una bomba fosse stata messa nella stiva prima del decollo. Sebbene i britannici non avessero escluso un guasto tecnico, la BBC riportava che ciò era "sempre più improbabile".
Il Regno Unito interruppe i voli da e per Sharm El Sheikh, in Egitto, causando il blocco di numerosi turisti britannici. Paul Adams, corrispondente della BBC per gli affari mondiali, affermò che il portavoce del Primo Ministro David Cameron aveva lasciato pochi dubbi sul fatto che il governo britannico ritenesse che l'aereo fosse stato abbattuto da una bomba. Adams affermò che sospendere i voli da e per un Paese straniero e insistere sulla valutazione della sicurezza da parte dei propri esperti tecnici dimostrava una mancanza di fiducia nelle misure di sicurezza del Paese stesso. Gli esperti di sicurezza e gli investigatori affermarono che era improbabile che l'aereo fosse stato colpito dall'esterno e si riteneva che i militanti del Sinai non disponessero di missili in grado di colpire un aereo di linea a 30 000 piedi (9 100 m).
Il registratore vocale della cabina di pilotaggio fu inviato in Francia, dove il suo contenuto venne scaricato dal BEA. L'8 novembre, la Reuters citò un membro del team investigativo egiziano, che aveva parlato in forma anonima a causa della delicatezza dell'indagine, il quale aveva affermato di essere "sicuro al 90%" che l'aereo di linea fosse stato abbattuto da una bomba, sulla base di una prima analisi dell'ultimo secondo della registrazione della voce in cabina di pilotaggio. L'investigatore capo Ayman al-Muqaddam disse che altre cause, come il surriscaldamento delle batterie al litio, l'esplosione del carburante o l'affaticamento dei metalli nella struttura, dovevano ancora essere definitivamente escluse.
Il 17 novembre 2015, il capo dei servizi di sicurezza russi Aleksandr Bortnikov annunciò che la loro indagine aveva concluso che un "atto terroristico" aveva abbattuto il volo Metrojet 9268 dopo che erano state trovate tracce di esplosivo nel relitto. Secondo i funzionari russi, il volo era stato abbattuto da un ordigno improvvisato con una potenza equivalente a un chilogrammo di tritolo. La Russia offrì una ricompensa di 50 milioni di dollari per ulteriori informazioni. La Reuters riferì che, secondo fonti di sicurezza, due dipendenti dell'aeroporto egiziano di Sharm El Sheikh erano stati trattenuti per essere interrogati sull'incidente, sospettati di aver messo una bomba a bordo del volo. Le autorità egiziane smentirono questa notizia.
Il 18 novembre 2015, l'ISIS pubblicò sulla sua rivista online Dabiq le immagini di quello che sosteneva essere il tipo di bomba, affermando di mostrare i tre componenti dell'ordigno esplosivo, tra cui una lattina di Schweppes contenente la carica esplosiva, un detonatore di tipo militare e un interruttore. Nello stesso mese il ministro della Difesa russo Sergey Shoygu annunciò che il ramo del Sinai dell'ISIS era responsabile dell'abbattimento del volo.
Il 14 dicembre 2015, la commissione egiziana che indagava sull'incidente pubblicò un rapporto preliminare. Il capo della commissione dichiarò che fino a quel momento non era stata trovata "alcuna prova che si trattasse di un atto di terrorismo". In risposta alla dichiarazione della commissione d'inchiesta, il portavoce russo Dmitry Peskov ribadì che "i nostri esperti hanno concluso che si è trattato di un attacco terroristico".
Il 29 gennaio 2016, la Reuters riferì, da una fonte senza nome, che un meccanico era stato arrestato ed era sospettato di aver piazzato una bomba, che gli era stata data da suo cugino, membro dell'IS. Vennero arrestati anche due poliziotti e un trasportatore di bagagli sospettati di aver aiutato il meccanico.
Il 24 febbraio 2016, il presidente egiziano Abdel Fattah el-Sisi ha riconosciuto che un attentato terroristico aveva causato l'incidente, affermando: "Il terrorismo è finito? No... Chiunque abbia abbattuto quell'aereo, cosa voleva? Solo colpire il turismo? No. Colpire le relazioni. Colpire le relazioni con la Russia".

### Altre ipotesi

#### Ipotesi di tailstrike e manutenzione
I funzionari della compagnia aerea hanno annunciato di aver escluso un guasto meccanico, ma gli investigatori non sono ancora arrivati a una conclusione del genere. Natalya Trukhacheva, l'ex moglie del copilota Sergei Trukhachev, ha dichiarato in un'intervista a NTV che il suo ex marito si era lamentato con la figlia dello stato tecnico dell'aereo.
L'aereo coinvolto nell'incidente aveva subito un colpo di coda durante l'atterraggio al Cairo 14 anni prima. Alcuni hanno fatto paragoni con il Volo Japan Airlines 123, che si schiantò contro una montagna nel 1985, 7 anni dopo che l'aereo aveva subito un colpo di coda durante l'atterraggio. Il volo 123 ha subito danni catastrofici a mezz'aria mentre saliva alla quota di crociera. Lo schianto del volo 123 è stato causato da una riparazione errata della sezione di coda dell'aereo in seguito al colpo di coda, che ha lasciato la paratia pressurizzata posteriore dell'aereo di linea vulnerabile alla fatica del metallo e alla fine ha provocato una decompressione esplosiva. I rapporti sui rottami del volo 9268 hanno suggerito che si sia verificata una "rottura evidente" vicino alla paratia di pressione posteriore dell'aereo, probabilmente indicando un guasto della paratia.
Il 2 novembre, il portavoce di Metrojet Alexander Smirnov ha insistito sul fatto che l'aereo era idoneo al volo al 100% e che il suo equipaggio era "molto esperto", mostrando i certificati che la compagnia aerea aveva ricevuto nel 2014, aggiungendo poi che l'incidente del tailstrike al Cairo era stato completamente riparato e i motori era stato ispezionato il 26 ottobre, cinque giorni prima dell'incidente.

#### Ipotesi del missile
In un rapporto del quotidiano britannico The Guardian, un attacco missilistico è stato "ritenuto improbabile", ma il rapporto affermava che diverse compagnie aeree avrebbero evitato di sorvolare il Sinai mentre l'incidente era sotto inchiesta. Il 2 novembre, il portavoce della Metrojet Alexander Smirnov ha escluso un guasto tecnico e un errore del pilota come causa dell'incidente e ha attribuito la colpa a una "forza esterna". Wilayah Sinai dell'ISIL ha affermato che l'incidente era una vendetta per gli attacchi aerei russi contro i militanti in Siria, dove l'IS controlla i territori, insieme ai territori iracheni contigui. Si diceva che Wilayah Sinai non avesse accesso a missili terra-aria in grado di colpire un aereo ad alta quota poiché i sistemi di difesa aerea portatili (MANPADS) raramente possono raggiungere anche la metà dell'altitudine di crociera di un aereo di linea, ma gli analisti non potevano escludere la possibilità di una bomba a bordo del volo.
Il ministro dei trasporti russo Maksim Sokolov ha respinto le affermazioni come "fabbricazioni" a causa della mancanza di prove provenienti dall'aviazione civile egiziana, dai funzionari della sicurezza e dai dati sul traffico aereo. James Clapper, direttore dell'Intelligence Nazionale degli Stati Uniti, ha dichiarato il 2 novembre che non c'erano ancora prove di un coinvolgimento terroristico ma che non lo escludeva. Lo stesso giorno, una fonte del comitato che ha analizzato i registratori di volo ha affermato di ritenere che l'aereo non sia stato colpito dall'esterno e che il pilota non abbia emesso un segnale di soccorso prima che scomparisse dai radar. Ha basato le sue osservazioni sull'indagine preliminare di entrambi i registratori di volo.

## Disagi al traffico aereo
Tutti i voli in partenza da Sharm El Sheikh per la Gran Bretagna sono stati ritardati come "misura precauzionale" per consentire agli esperti di valutare la sicurezza. Emirates, Lufthansa e Air France-KLM hanno annunciato che eviteranno di sorvolare la penisola del Sinai fino a quando non sarà stata determinata la causa dell'incidente. La Federal Aviation Administration degli Stati Uniti aveva precedentemente ordinato ai vettori sotto la sua giurisdizione di operare al di sopra di FL260 (26.000 piedi [7.900 m]) mentre sorvolavano il Sinai. Il Luftfahrt-Bundesamt tedesco aveva detto la stessa cosa alle sue compagnie aeree. Anche Air Arabia, Flydubai e British Airways hanno interrotto i loro voli sulla penisola del Sinai in risposta all'incidente. Questi ultimi hanno dichiarato di voler continuare i voli sul Sinai, anche se la rotta alternativa prevista non è stata annunciata. EasyJet inizialmente ha dichiarato che non avrebbe interrotto i voli da e per Sharm El Sheikh e Hurghada, ma li avrebbe rivisti attivamente; i passeggeri che hanno scelto di non effettuare la rotta verrebbero riprenotati su un altro volo o riceverebbero un voucher di volo.
Il 4 novembre, il Foreign and Commonwealth Office (FCO) britannico ha modificato i propri consigli di viaggio sconsigliando tutti i viaggi in aereo a Sharm El Sheikh, tranne quelli essenziali. Di conseguenza, tutti i voli britannici da e per il resort sono stati cancellati dal 4 novembre. Lo stesso giorno, l'Irish Aviation Authority (IAA) ha emesso un ordine a tutti gli operatori aerei irlandesi di non operare da o per Sharm el-Sheikh o di sorvolare la penisola del Sinai fino a nuovo avviso.
Le decisioni del 4 novembre da parte delle autorità britanniche e irlandesi di mettere a terra i voli da e per Sharm El Sheikh sono arrivate a pochi minuti l'una dall'altra. Patrick McLoughlin, Segretario di Stato britannico per i trasporti, ha dichiarato al Parlamento che l'Irlanda ha investigatori dell'Unità investigativa sugli incidenti aerei (AAIU) in Egitto che riferiscono al governo irlandese, e che i governi britannico e irlandese hanno una stretta cooperazione in materia di sicurezza.
La mattina del 5 novembre Air France-KLM ha annunciato che non avrebbe consentito il bagaglio da stiva sul suo volo in partenza dal Cairo quel giorno; oltre la metà dei passeggeri prenotati si è rifiutata di volare. Si stima che il 5 novembre si trovassero a Sharm El Sheikh circa 20.000 cittadini britannici, quasi la metà dei quali erano in vacanza e bloccati a causa della cancellazione dei voli. I voli per il Regno Unito sono stati nuovamente consentiti dal 6 novembre, per consentire alle persone di tornare a casa, ma con restrizioni e maggiori misure di sicurezza. I passeggeri potevano tornare a casa solo con il bagaglio a mano, mentre il bagaglio da stiva doveva essere restituito dopo un processo di controllo più rigoroso. I funzionari britannici all'aeroporto hanno fornito ulteriore sicurezza e hanno approvato gli aerei come sicuri per viaggiare.
Il presidente russo Vladimir Putin ha annunciato il 6 novembre che tutti i voli russi da e per l’Egitto sarebbero stati cancellati. La maggior parte delle compagnie aeree britanniche che servono il resort hanno inviato voli di rimpatrio al resort per riportare i turisti britannici bloccati nel Regno Unito. Nel pomeriggio del 6 novembre le autorità egiziane hanno imposto restrizioni al numero dei voli a causa del sovraffollamento dei terminal; di conseguenza, solo otto dei 29 voli di rimpatrio previsti hanno potuto partire quel giorno e vari voli sono stati costretti a deviare o tornare nel Regno Unito mentre erano in volo.
Entro l'8 novembre circa 11.000 turisti russi e circa 5.300 turisti britannici erano tornati dalla località.
Il 9 novembre, le compagnie aeree britanniche hanno annunciato che tutti i voli per la località erano stati cancellati almeno fino al 25 novembre. Il governo britannico e il capo della Emirates Airlines hanno dichiarato che la sicurezza aeroportuale in tutto il Medio Oriente potrebbe essere rivista in modo significativo a seguito dei bombardamenti. Entro il 15 novembre, 16.000 turisti britannici erano stati riportati in aereo dalla località dopo la sospensione dei voli.

## Conseguenze
Nel marzo 2016, Metrojet ha dichiarato bancarotta a causa del bombardamento del volo 9268 e della situazione di sicurezza in Egitto, che hanno entrambi provocato un calo del numero di passeggeri.
Nell'aprile 2018, Aeroflot ed EgyptAir hanno ripreso i voli tra Mosca e Il Cairo, mentre i voli tra la Russia e altre destinazioni egiziane sono ripresi nell'agosto 2021.
Gli aeroporti di tutto il mondo hanno rafforzato i controlli di sicurezza per il personale. Circa 70 dipendenti hanno perso l'autorizzazione a lavorare nelle zone sicure degli Aeroporti di Parigi Orly e Charles de Gaulle a causa di sospetti legami estremisti.

## Reazioni russe
Il 17 novembre 2015 l'agenzia di stampa russa Tass riferiva una dichiarazione del capo dei servizi segreti russi FSB, Aleksandr Bortnikov, che sosteneva che esistessero prove certe che il velivolo della compagnia russa fosse caduto a causa di una esplosione di matrice terroristica avvenuta a bordo e causata da un ordigno rudimentale della potenza equivalente di un chilogrammo di tritolo. Nello specifico il funzionario russo dichiarava che «nelle valutazioni dei nostri specialisti un ordigno autocostruito, della potenza di un chilogrammo di TNT, è esploso a bordo del velivolo e il velivolo stesso si è conseguentemente spezzato in aria. Questa ipotesi spiega lo spargimento dei rottami dell'aereo su un'ampia area di terreno».

## Rivendicazione
Dopo alcuni video di rivendicazioni non ufficiali, il 18 novembre 2015 lo Stato Islamico (ISIS) rivendicò l'abbattimento dell'aereo russo sulla rivista ufficiale del califfato Dābiq, che mostrava l'ordigno che sarebbe stato imbarcato sull'aereo piazzato all'interno di una lattina posta sotto il sedile di uno dei passeggeri.

## Nella cultura di massa
Il volo Metrojet 9268 è stato analizzato nella puntata Terrore in Egitto della sedicesima stagione del documentario Indagini ad alta quota, trasmesso da National Geographic.